# سیدسمیع سادات
ژنرال سیدسمیع سادات (زاده: ۱۳۶۵ خورشیدی خیرخانه، کابل) جوانترین فرمانده ارتش سابق افغانستان است که در زمان حکومت محمداشرف غنی فرماندهی قول اردوی ۲۱۵ میوند و عملیات خاص وزارت دفاع ملی را به عهده داشت. وی در روزهای پایانی حیات نظام جمهوری اسلامی افغانستان مسئول تأمین امنیت پایتخت تعیین گردید.

## زندگی
آقای سادات در ولایت بدخشان به دنیا آمد، پدرش اهل ولایت بدخشان و مادرش اهل ولایت هلمند است.
سمیع سادات از دانش‌آموخته‌گان نظامی افغانستان است که در پولند، آلمان و بریتانیا تحصیلات نظامی را فرا گرفته است و در بخش اداره و مدیریت نیز تحصیل کرده‌است.

## تشکیل جبهه متحد افغانستان
سیدسمیع سادات پس از سقوط نظام جمهوری اسلامی افغانستان به ایالات متحده آمریکا پناهنده شده و سازمان شبه نظامی موسوم به "جبهه متحد افغانستان" را تشکیل داد. 